# Руанский собор (серия картин)

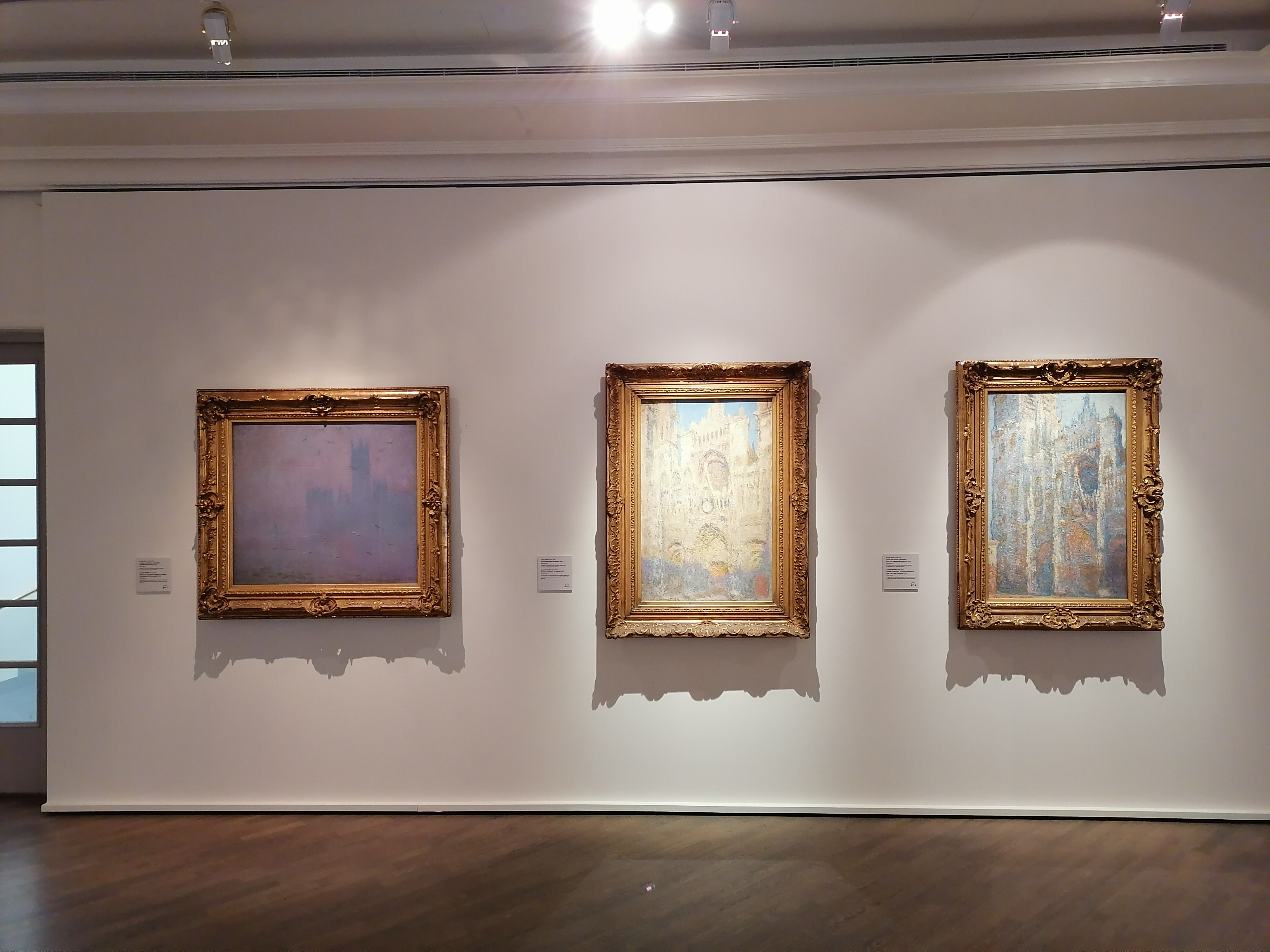
«Руанские соборы» и «Парламент» Моне
в Пушкинском музее

«Руанский собор» — серия картин французского художника-импрессиониста Клода Моне, исполненная в 1892—1895 годах. Всего в этой серии Моне написал 35 картин: 28 видов самого собора вблизи, 4 общих городских плана Руана с явной доминантой собора, 3 вида примыкающего к собору двора Альбана с пристроенным к собору домом и улицей Эписери, ведущей к собору.

## Создание серии

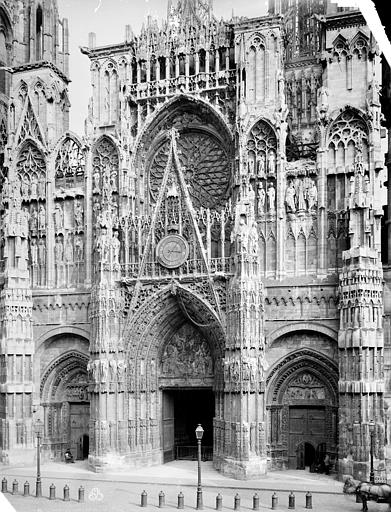
Портал Руанского собора. Фотография 1886 года. Примерно с этого же ракурса Моне выполнил основную часть картин.

В начале февраля 1892 года Моне приехал в гости к своему брату Леону в Руан и решил в этом городе немного поработать. Чтобы не стеснять брата, он снял комнату в отеле «Англетер». После нескольких дней поисков подходящих мотивов внимание Моне привлёк Руанский собор. Он нашёл пустовавшую комнату с видом на сам собор, где устроил мастерскую. Оскар Рейтерсверд писал: «Моне заинтересовался тем, как свет отражался на причудливой лепке фасада <…> Он был восхищён. Ему казалось, что он смотрит в огромный калейдоскоп, где узор сменяет узор, следуя в непрерывной последовательности и с неиссякаемым разнообразием».
Долго задерживаться в Руане Моне не мог, поскольку на 29 февраля у Поля Дюран-Рюэля было запланировано открытие выставки Моне, где впервые была продемонстрирована серия «Тополя». 21 февраля Моне писал Дюран-Рюэлю из Живерни: «Вы, без сомнения, думаете, что я в Руане и работаю полным ходом. Я действительно побывал там и многое начал, но вот уже неделя как болезнь удерживает меня здесь…». Выставка эта вызвала крайне низкий интерес у публики и Моне вернулся в Руан с целью всерьёз заняться видами собора. Его комната оказалась занята, там шёл ремонт, но Моне смог найти помещение по соседству, над полотняной мастерской-магазином, откуда открывался даже более удачный вид на собор. Работа шла тяжело и 3 апреля он писал своей жене Алисе Ошеде: «Как тяжело <…> Я сломлен, я не могу больше <…> У меня была ночь, полная кошмаров: собор сваливал меня вниз, он казался то синим, то розовым, то жёлтым».
Свои цели Моне держал в глубокой тайне от всех, и только своему арт-дилеру Полю Дюран-Рюэлю он сообщил: «Вы будете первым, кому я позволю её (серию) увидеть». Это письмо было полно оптимизма, однако уже к середине апреля настроение Моне было не столь жизнерадостным, 13 апреля он писал Дюран-Рюэлю: «Я совершенно пал духом и недоволен тем, что здесь сделал. Я метил слишком высоко, но, кажется перестарался, испортив то, что было хорошо. Вот уже четыре дня я не могу работать и решил всё бросить и возвратиться домой. <…> Я дам вам знать, как только немного успокоюсь».

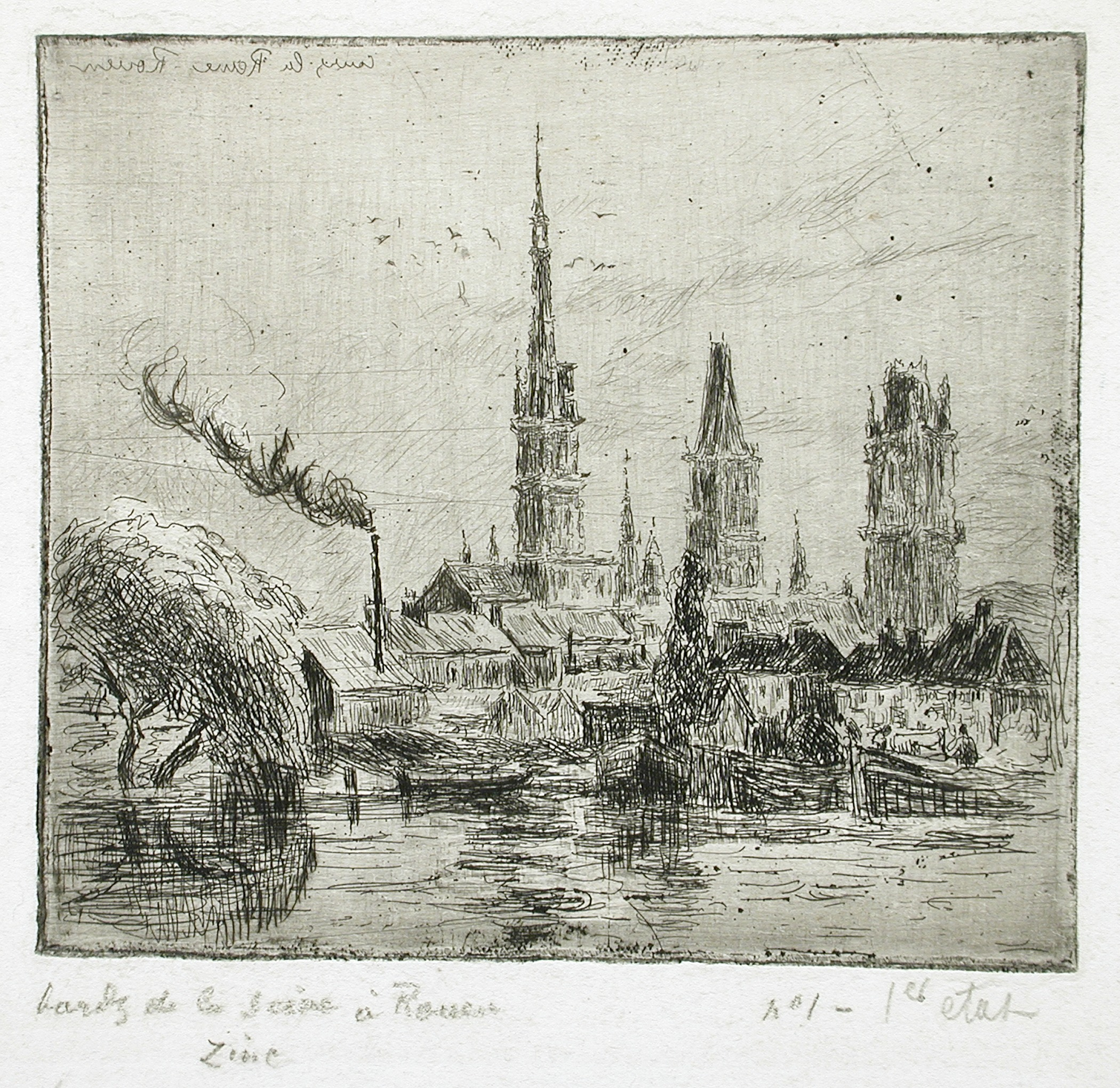
К. Писсарро. Кур-ла-Рейн, берег Сены в Руане (гравюра). Лос-Анджелес. 1884 год

По возвращении в Живерни Моне отвлекали от работы семейные дела: сначала он официально оформил свой брак с Алисой Ошеде, затем состоялась свадьба его падчерицы Сюзанны с американским художником Теодором Батлером. И лишь в начале сентября художник смог вернуться к работе в нормальном режиме, но вместо «Соборов» он продолжил писать виды Живерни и заканчивал начатые ранее работы.
В начале 1893 года Моне окончательно завершил сделку о покупке значительного участка земли в Живерни, на котором он планировал устроить свой водный сад, и вернулся в Руан, где снова поселился в отеле «Англетер». Он предполагал использовать два помещения на площади у собора, в которых работал в свой прошлый приезд, однако владелец полотняного магазина Леви счёл, что художник сильно мешал в его собственных торговых делах, и отказал Моне. После продолжительных поисков Моне смог договориться с владельцем дома недалеко от полотняной лавки, Эженом Моки, который разрешил художнику работать в комнате на первом этаже. Моне надеялся, что сможет работать над теми же эффектами, что и в 1892 году, без необходимости существенно изменять структуру своих картин. На этом месте Моне проработал следующие несколько месяцев. Впоследствии Э. Моки вспоминал, «что в качестве благодарности я получил от Клода Моне куклу для моей маленькой дочери и корзинку сладостей». 23 марта Моне писал Дюран-Рюэлю: «Мне нет нужды говорить о том, что я использую хорошую погоду. Я работаю так, что от усталости близок к удару. Но обычно таким путём мне и удается достигать хороших результатов». Через несколько дней в его письме встречаются следующие строки: «Дорогой мосье Дюран-Рюэль. Я работаю изо всех сил и не могу думать ни о чём другом, кроме собора. Это огромная работа». Даниэль Вильденштейн свидетельствует, что Моне работал над 9-14 полотнами одновременно.
К началу лета Моне вернулся домой и стал дорабатывать начатые полотна в своей мастерской в Живерни. О. Рейтерсверд свидетельствует, что Моне неоднократно «уничтожал уже законченные полотна и заменял их другими, восстанавливая по памяти увиденное». Сам Моне при встрече с Полем Эллё сказал ему, что он «менее несчастен, чем был в прошлом году, и я думаю, что некоторые из моих „Соборов“ неплохи».
Из-за того, что работа над «Руанскими соборами» шла в обстановке секретности, в Париже распространилось множество слухов, говорили даже, что к концу года Моне выставит серию на всеобщее обозрение, причём даты открытия выставки назывались самые разные. Даже старый товарищ Моне и его соратник Камиль Писсарро в апреле 1894 года писал своему сыну Люсьену, что у Дюран-Рюэля скоро «откроется выставка Моне — „Соборы“ — наконец-то!», однако уже 9 мая он возмущённо сообщал сыну, что показ «Соборов» не состоится: «Только что узнал, что выставки „Соборов“ Моне не будет, очень жаль, тем более, что я и приехал-то главным образом из-за этой выставки».

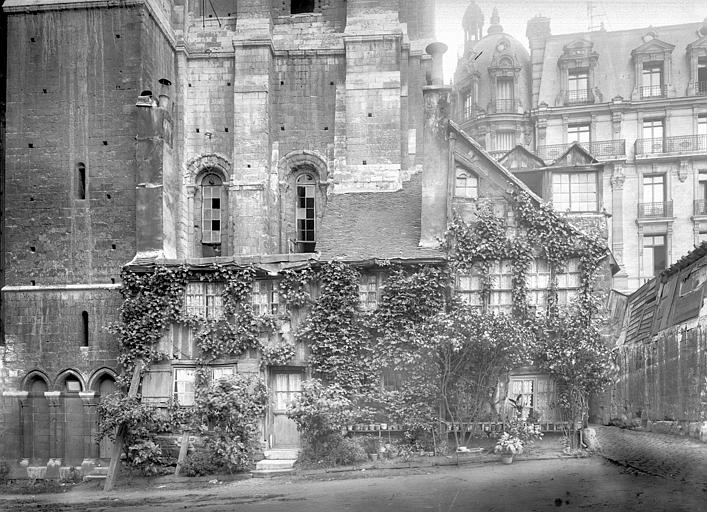
Дом во дворе Альбана возле башни Сен-Ромен. Фотография 1912 года. Этот дом запечатлён на двух картинах серии (W 1317 и W 1318)

26 апреля 1894 года Моне пригласил Дюран-Рюэля приехать в гости в ближайшее воскресенье, 28 апреля, причём тот сможет выбрать для себя два «Собора», которые к этому времени будут закончены. 2 мая он сообщил, что интерес к «Соборам» проявил ближайший конкурент Дюран-Рюэля Рене Валадон, и далее говорит: «Раз ни один маршан не хочет приобрести всю серию, я больше не боюсь, что полотна попадут в разные руки, и отложу свою выставку, чтобы иметь возможность спокойно работать». Письмом от 21 мая Моне вновь вернулся к вопросу продажи и выставления «Соборов»: «…я припрячу несколько „Соборов“ из числа тех, которые считаю наиболее значительными и не намерен сейчас продавать, разве что за очень большие деньги. <…> Я очень доволен, что отложил выставку; я устрою её в октябре или ноябре. Сейчас с головой ушёл в работу, поэтому с тем, что успею сделать за этот срок, получится более разнообразная и полная выставка…». Объявленная Моне цена за каждый «Собор» была очень высока — 15 000 франков; при этом Вильденштейн отмечает, что Моне был не вполне щепетилен при ведении переговоров и использовал шантаж своего арт-дилера, угрожая, что может перейти под патронаж других агентов. Кроме Дюран-Рюэля ещё и Рене Валадон активно пытался заполучить «Соборы» для своей галереи. Камиль Писсарро пристально следил за ходом переговоров: «Моне отказался снизить цены на свои „Соборы“: он хочет получить за них по пятнадцать тысяч за каждый — черт возьми! Дюран, наверное, не очень доволен». Спустя неделю он вновь пишет об этом: «Другая сплетня: весь Париж говорит о цене, которую Моне запросил за свои „Соборы“. Дюран хотел приобрести всю серию, но Моне требует пятнадцать тысяч франков за каждый „Собор“. Отсюда ссоры, сплетни. Любители считают, что Моне неправ. Все хотят посмотреть „Соборы“, пока Америка не перехватила их у нас». Дюран-Рюэль в то время настойчиво говорил Моне: «Не слушайте платонических поклонников, которые никогда не покупают; доверься опыту такого настоящего друга, как я, который всегда был убежденным и беспристрастным сторонником твоего дела». Одним из этих «платонических поклонников» был Гюстав Жеффруа, который тогда опубликовал свою «Историю импрессионизма», в которой глава о Моне была самой значительной по объёму. Недоброжелатели отмечали крайне рекламный характер этой статьи.
Переговоры с арт-дилерами шли долго и Моне к сентябрю даже почти договорился с Валадоном о цене картин (в среднем 12 000 франков), однако в письме от 21 января 1895 года Моне сообщает Дюран-Рюэлю, что окончательно отказал Валадону относительно «Соборов». В начале сентября 1894 года Моне продал четыре «Собора» графу де Камондо (в каталоге-резоне творчества Моне, составленном Даниэлем Вильденштейном, эти картины значатся под номерами W 1321, W 1346, W 1355, W 1360) — это были первые картины серии, которые смогли увидеть люди, не входящие в ближнее окружение художника; Камиль Писсарро сообщает, что граф Исаак де Камондо заплатил за каждую картину по 15 000 франков, то есть изначальную цену, запрошенную художником.
С конца января по конец марта 1895 года Моне находился в поездке в Норвегию и вернулся во Францию лишь 4 апреля. Месяц ушёл на доработку картин (следует иметь в виду, что параллельно с «Руанскими соборами» Моне работал над своими сюжетами из поездки в Норвегию) и, наконец, 10 мая 1895 года в галерее Поля Дюран-Рюэля была открыта большая персональная выставка Клода Моне, где впервые на всеобщее обозрение были предъявлены двадцать «Соборов», которым был отведён отдельный зал; развеска картин осуществлялась согласно особой схеме, разработанной самим художником. Всего на выставке Моне представил 40 картин.

### Черновые рисунки и наброски
В собрании музея Мармоттан-Моне хранятся записные книжки художника, в которых имеется несколько набросков-рисунков Руанского собора. После смерти Клода Моне они вместе со всем остальным имуществом были унаследованы сыном художника Мишелем Моне. В 1966 году после гибели Мишеля Моне в автокатастрофе, все произведения его отца, согласно завещанию, поступили в дар Французской академии изящных искусств и были переданы в собрание музея Мармоттан, который впоследствии получил имя Моне. Среди прочих работ Клода Моне в музее оказались и его записные книжки и черновики. Руанские наброски описаны в каталоге-резоне, составленном Д. Вильденштейном, под номерами D160, D162 — D171 и D174.

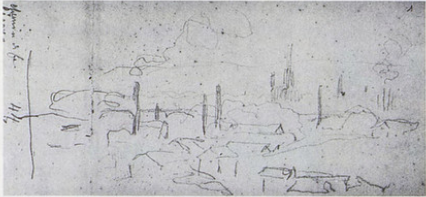
D160. Набросок для картины W1315a
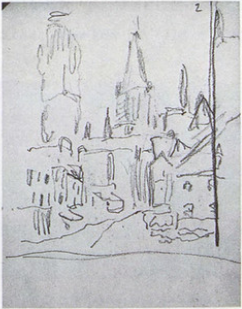
D162. Набросок для картины W1316
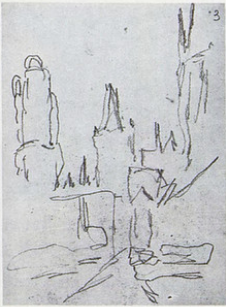
D163. Набросок для картины W1316
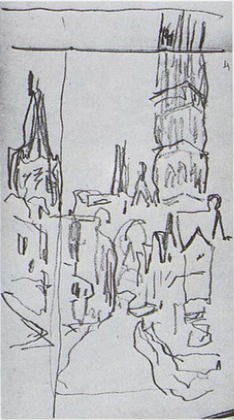
D164. Набросок для картины W1316
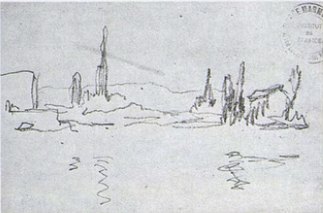
D165. Набросок для картин W1314 и W1315
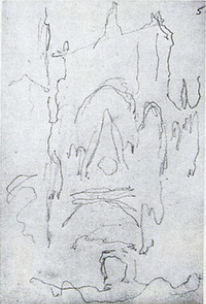
D166. Рисунок портала собора
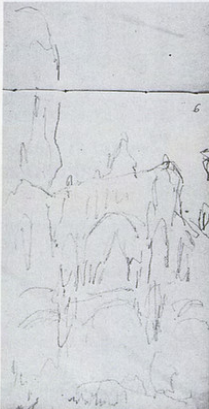
D167. Рисунок портала собора
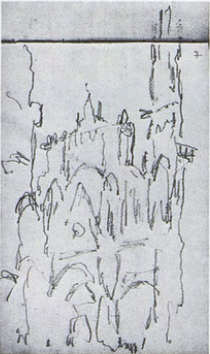
D168. Рисунок портала собора
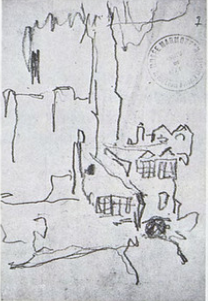
D169. Набросок для картин W1317 и W1318
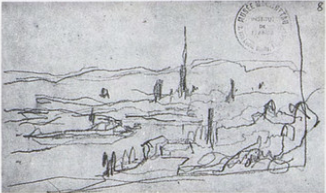
D170. Набросок для картин W1314 и W1315
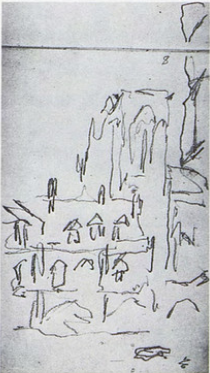
D171. Дом во дворе Альбана. Ракурс не использован в основной серии
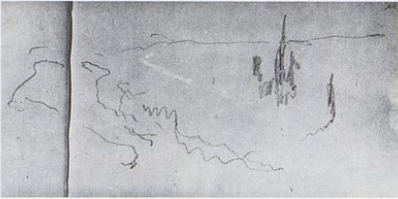
D174. Набросок для картин W1314 и W1315

## Отзывы и критика
11 мая 1895 года Камиль Писсарро писал: «Вчера открылась выставка Моне… Это будет the great attraction (грандиозный показ)!». 26 мая он рассказал своему сыну Люсьену подробности о выставке: «Его „Соборы“ разойдутся в разные стороны, а их надо смотреть вместе. Молодёжь и даже поклонники Моне нападают на них. А я восхищён этим необыкновенным мастерством. Сезанн, которого я вчера встретил у Дюрана, согласен со мной, что это работа человека, упорно и последовательно стремящегося запечатлеть неуловимые оттенки освещения». 1 июня он вновь возвращается к этой выставке: «„Соборы“ многие оспаривают, но зато их очень хвалят Дега, Ренуар, я и другие. <…> Я нахожу в них великолепное единство, к которому сам так стремлюсь». Аналогичные слова Сезанна приводит и Д. Вильденштейн.

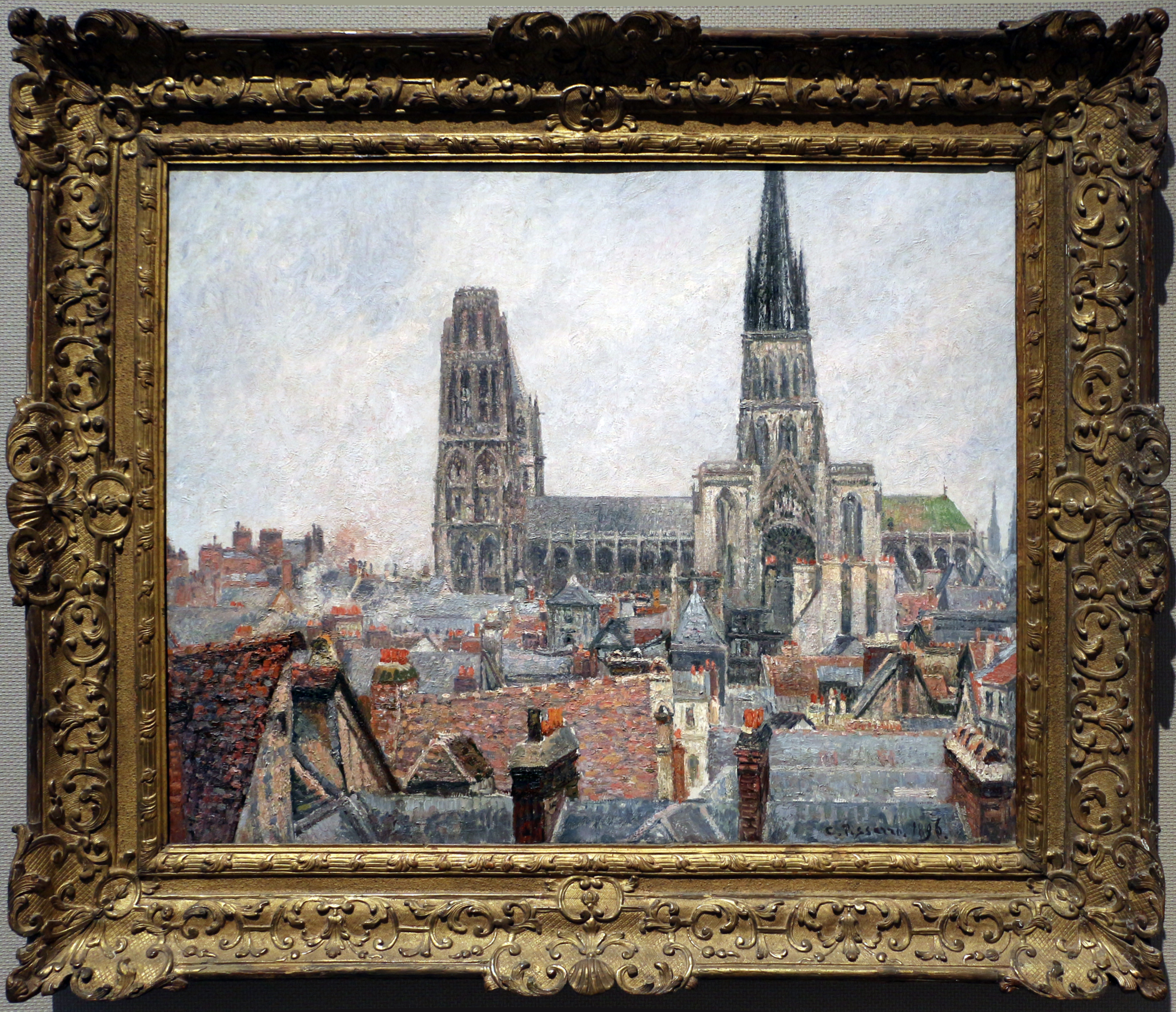
К. Писсарро «Крыши старого Руана, пасмурная погода». 1896. Толидо

Сам Писсарро в 1883 году работал в Руане и написал там несколько видов городских набережных, самому собору посвятил только две картины, где он изображён общим планом издалека; также он выполнил несколько гравюр, где собор занимал главенствующее положение (одна из таких гравюр имеется в собрании Музея искусств округа Лос-Анджелес). Однако под впечатлением от серии Моне он в 1896 году вновь приехал в этот город и среди прочих картин написал два вида собора. Один из этих видов находится в собрании Художественного музея Толидо и этот холст, в свою очередь, оказал влияние на картину Отона Фриеза «Крыши и кафедральный собор в Руане» из собрания Государственного Эрмитажа. Сам Писсарро противопоставил свою картину работам Моне: «„Соборы“ Моне все были затуманенными, что придавало им известное таинственное очарование. Мой старый Руан со своим собором в глубине написан в серый день и ясно вырисовывается на фоне неба. Я был им доволен, мне нравилось, как собор, чётко выделяется на однообразно сером небе, характерном для сырой погоды» и далее он отмечает: «Это так непохоже на Моне, что, я надеюсь, товарищи не заподозрят меня в дурном умысле».

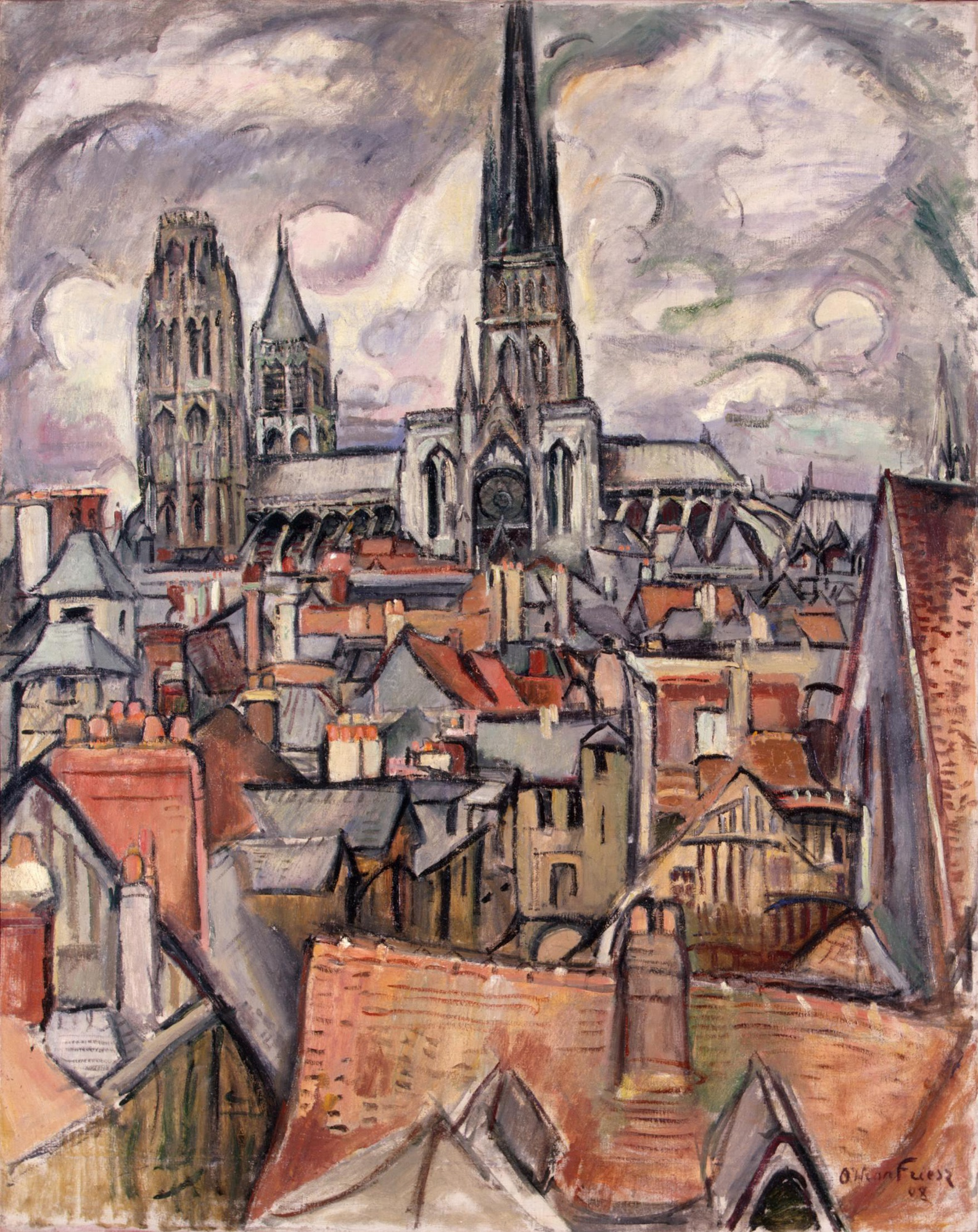
О. Фриез. Крыши и кафедральный собор в Руане. 1908. Эрмитаж

Поль Синьяк в своих дневниках писал: «Кросс пишет мне, что „Соборы“ Моне кажутся ему бесцветными или некрасивого цвета; такое впечатление, что они составлены из кусков. Он сравнивает последние работы Моне с более ранними <…>, которые Кросс считает прекрасными, и говорит о падении искусства Моне». Спустя несколько дней он говорит, что «Соборы» очень понравились Тео ван Рейссельберге и соглашается с ним, что «тут весь Моне со своими недостатками и достоинствами — и те и другие выражены здесь сильнее, чем в других его работах — и что Моне надо принимать таким, как он есть, или совсем отвергать». Далее он отмечает, что Максимильен Люс «наоборот, совсем не в восторге. Он находит что картины скорее любопытны, чем красивы, и что в них нет композиции. Это куски соборов, над ними нет неба, под ними нет земли…» и затем уже говорит от себя: «Я прекрасно представляю себе, что такое эти „Соборы“: изумительно выполненные стены». Буквально теми же словами ему вторит Жорж Леконт: «Я вижу, что это всего лишь прекрасно выполненные стены».
В свою очередь Жорж Клемансо, который вследствие политических неудач в это время был полностью сосредоточен на своей газете «La Justice», был полон восторга и со страниц газеты призывал правительство немедленно выкупить всю серию для французских музеев.
Большинство «Соборов» Моне не стал сразу продавать и к коллекционерам они попадали на протяжении достаточно долгого времени. Два из них (W 1326 и W 1350) впоследствии оказались в собрании московского промышленника и коллекционера С. И. Щукина и российский искусствовед П. П. Перцов следующими словами описывал их: «…ко времени руанской серии художник вполне овладел собой и своими средствами — и эти два „портрета“ старого собора, один в сумеречный, покрытый тенями час, другой в яркий, ликующий красками полдень, являют собой вечно-радостные достижения истинного художества».
Бывший член совета директоров аукционного дома «Сотбис» Ф. Хук в своём историческом обзоре мирового галерейного арт-рынка писал: «Серии картин Моне были удачей, о которой любой торговец мог только мечтать, ведь они представляли собой визуальную трактовку одного сюжета в различном освещении в соответствии со временем суток». Историк импрессионизма Джон Ревалд писал: «В стремлении методически, почти с научной точностью наблюдать непрерывные изменения света Моне утратил непосредственность восприятия. Теперь ему были противны „лёгкие вещи, которые создаются в едином порыве“, но именно в этих „лёгких вещах“ проявился его дар схватывать в первом впечатлении сияющее великолепие природы. Упорство, с которым он теперь вёл состязание со светом (в этой связи он сам употреблял слово „упорство“), шло вразрез с его опытом и дарованием. Тогда как картины его часто дают блестящее решение этой проблемы, сама проблема оставалась чистым экспериментом и налагала строгие ограничения. Напрягая зрение для того, чтобы заметить мельчайшие изменения, он часто терял ощущение целого. Доведя до крайности своё пренебрежение сюжетом, Моне окончательно отказался от формы и в бесформенной ткани тончайших нюансов старался удержать лишь чудо света».
Советский историк искусства Н. Н. Калитина считает, что восприятие отдельных картин серии затруднено из-за того, что Моне создавал её как единое целое, а в конце концов картины оказались разбросаны по множеству собраний. Она указывает, что «последовательное рассмотрение висящих в Лувре <в настоящее время в Орсе> пяти картин производит уже значительно большее впечатление, чем созерцание одной или двух работ в других музеях». Отмечая единство холстов, она в то же время утверждает, что картины не повторяют друг друга: «Ощущение изменчивости окружающего мира возникает, таким образом, не столько от рассмотрения отдельной картины, сколько при переходе от одной картины к другой».

## Список картин серии
Все картины написаны масляными красками на холсте, большинство холстов имеет размер, близкий к 100 × 65 см.

### Общие виды Руана (1314—1315b)
| Изображение и номер по каталогу Вильденштейна | Название, каталожные данные и местонахождение | Сведения о провенансе |
| --------------------------------------------- | --- | --- |
| W 1314                                        | Вид Руана с набережной Св. Екатерины, фр. Vue de Rouen depuis la côte Sainte-Catherine. 65 × 100 см. Справа внизу подпись: Claude Monet. Частная коллекция, Франция. | Картина оставалась в мастерской Клода Моне вплоть до самой его смерти, унаследована его сыном Мишелем. Выставлялась в галерее Кати Гранофф, откуда была продана в частную коллекцию во Франции. |
| W 1315                                        | Вид Руана, фр. Vue de Rouen. 65 × 100 см. Справа внизу подпись: Claude Monet. Руанский музей изящных искусств.                                                       | Впервые представлена публике в 1895 году на выставке в галерее Поля Дюран-Рюэля вместе со всеми «Руанскими соборами». В дальнейшем оставалась в мастерской Клода Моне вплоть до самой его смерти, унаследована его сыном Мишелем. Выставлялась в галерее Кати Гранофф, откуда была продана в частную коллекцию во Франции, принадлежала Пьеру Лароку. В 1995 году приобретена Руанским музеем изящных искусств.                                                                                                |
| W 1315a                                       | Общий вид Руана с набережной Св. Екатерины, фр. Vue générale de Rouen depuis la côte Sainte-Catherine. 65 × 81 см. Частная коллекция, Франция.                       | При каких обстоятельствах картина покинула мастерскую Моне не установлено. Принадлежала Густаву Кнауэру из Берлина. 16 апреля 1975 года была выставлена на торги аукционного дома «Сотбис», в 1981 году была выставлена на продажу в галерее «Крёнер», Германия. 15 мая 1985 года предполагалась к продаже в аукционном доме «Кристис», однако лот был снят владельцами незадолго до начала торгов. 20 ноября 1986 года была продана на торгах в аукционном доме «Коллер» в парижскую галерею Роже Эльвасерля. |
| W 1315b                                       | Руан, туман на Сене, фр. Rouen, brouillard sur la Seine. 65 × 81 см. Частная коллекция, Франция.                                                                     | При каких обстоятельствах картина покинула мастерскую Моне не установлено. Принадлежала доктору Дюроку, Париж. 14 декабря 1981 года была выставлена на торги в аукционном доме «Нове Друо». Вильденштейн считает, что картина вероятно написана в 1892—1893 годах. |

### Улица Эписери и двор Альбана (W1316—W1318)
| Изображение и номер по каталогу Вильденштейна | Название, каталожные данные и местонахождение | Сведения о провенансе |
| --------------------------------------------- | --- | --- |
| W 1316                                        | Улица Эписери в Руане, фр. La Rue de l’Épicerie à Rouen. 92 × 52 см. Частная коллекция, Швейцария.                                                                                               | При каких обстоятельствах картина покинула мастерскую Моне не установлено. Принадлежала М. Рейхенбаху, Париж. С 1957 года находится в коллекции Андре Мауса, Швейцария. |
| W 1317                                        | Двор Альбана, фр. La Cour d’Albane. 92,7 × 73,8 см. Справа внизу подпись и дата: Claude Monet 94. Художественный музей колледжа Смита, Нортгемптон, Массачусетс, США (инвентарный № SC 1956.24). | Впервые представлена публике в 1895 году на выставке в галерее Поля Дюран-Рюэля, но затем Моне вернул её себе. Продана в феврале 1899 года И. Монтаньяку. Затем выставлялась в нью-йоркской галерее «Недлер», где была приобретена сёстрами Аделиной и Каролиной Уинг. В 1956 году пожертвована художественному музею при колледже Смита в Нортгемптоне, Массачусетс, США. |
| W 1318                                        | Двор Альбана (пасмурная погода), фр. La Cour d’Albane (temps gris). 92 × 65 см. Слева внизу подпись и дата: Claude Monet 94. Частная коллекция.                                                  | Впервые представлена публике в 1895 году на выставке в галерее Поля Дюран-Рюэля, но затем Моне вернул её себе. В 1899 году показана на выставке в галерее Жоржа Пети, но по-прежнему оставалась в собственности Моне. В мае 1920 года выкуплена совместно Полем Дюран-Рюэлем и галереей «Бернхайм-Жён» и в 1930 году продана Анри Каннону. 5 июня 1942 года выставлена на распродаже собрания Каннона в аукционном доме «Отель Друо». С 1952 года принадлежала мадам Леонардо Бенатов, а затем находилась в коллекции Гуцвильера в Париже. 24 июня 1996 года выставлена на торги в аукционном доме «Сотбис», где была продана в неустановленную частную коллекцию. |

### Первая группа картин (W1319—W1329)
| Изображение и номер по каталогу Вильденштейна | Название, каталожные данные и местонахождение | Сведения о провенансе |
| --------------------------------------------- | --- | --- |
| W 1319                                        | Руанский собор. Прямой вид на портал, гармония в коричневом, фр. Le portail vu de face, harmonie brune. 107 × 73 см. Слева внизу подпись и дата: Claude Monet 94. Музей Орсе, Париж, Франция (инвентарный № RF 2779).                     | Впервые представлена публике в 1895 году на выставке в галерее Поля Дюран-Рюэля, затем находилась в частной коллекции и 30 ноября 1901 года была выставлена на распродаже Лазара Веийе в парижском аукционном доме «Отель Друо», где была приобретена галереей «Бернхайм-Жён». Далее картина вновь оказалась в собственности Клода Моне и в 1907 году была подарена им Люксембургскому музею. С 1929 года находилась в Лувре и выставлялась в галерее Жё-де-Пом. С 1986 года находится в собрании музея Орсе. |
| W 1320                                        | Руанский собор. Этюд прямого вида на портал, фр. Étude pour le portail vu de face. 94 × 73 см. Слева внизу подпись: Claude Monet. Частная коллекция                                                                                       | Считается, что этот этюд был написан за один день, 10 февраля 1892 года. При каких обстоятельствах картина покинула мастерскую Моне не установлено. В 1937 году принадлежала жене незадолго до этого умершего драматурга Альфреда Савуа, затем была выставлена на продажу в галерее Давида Друана из Парижа, который около 1950 года продал её Ж. Лафаргу. 19 ноября 1976 года была выставлена на лондонских торгах, совместно проводимых аукционными домами «Сотбис» и «Парк-Бернет», и была продана в частную коллекцию во Франции. 9 мая 2001 года картина была выставлена на торги в аукционном доме «Кристис» и была продана за 996 000 долларов США. 7 мая 2014 года вновь оказалась на торгах, на этот раз у «Сотбис».              |
| W 1321                                        | Руанский собор. Портал (пасмурная погода), фр. Le portail (temps gris). 100 × 65 см. Слева внизу подпись и дата: Claude Monet 94. Музей Орсе, Париж, Франция. Инвентарный № RF 1999.                                                      | В 1894 году продана художником графу графу Исааку де Камондо, но впервые представлена публике в 1895 году на выставке в галерее Поля Дюран-Рюэля. В 1908 году граф де Камондо завещал свою коллекцию в дар государству. В 1911 году картина поступила в Лувр и с 1914 года выставлялась в галерее «Жё-де-Пом». С 1986 года находится в собрании музея Орсе. |
| W 1322                                        | Руанский собор. Портал (солнце), фр. Le portail (soleil). 100 × 65 см. Слева внизу подпись и дата: Claude Monet 94. Частная коллекция, США.                                                                                               | Впервые представлена публике в 1895 году на выставке в галерее Поля Дюран-Рюэля, затем возвращена художнику, в следующем году демонстрировалась на выставке в Нью-Йорке. В октябре 1902 года выкуплена Дюран-Рюэлем, в 1905 году продемонстрирована публике на выставке в галерее Пауля Кассирера в Берлине и далее выставлялась в галерее «Графтон» в Лондоне. В 1924 году показана на персональной выставке Моне в галерее Жоржа Пети в Париже, после чего картина надолго пропала из публичного доступа. 15 мая 1984 года выставлена на нью-йоркских торгах, совместно проводимых аукционными домами «Сотбис» и «Парк-Бернет», и 11 мая 1987 года вновь торговалась в Нью-Йорке у «Сотбис», где была продана в частную коллекцию в США. |
| W 1323                                        | Руанский собор, симфония в сером и розовом, фр. Cathédrale de Rouen, symphonie en gris et rose. 100 × 65 см. Слева внизу подпись и дата: Claude Monet 94. Национальный музей Кардиффа, Кардифф, Великобритания. Инвентарный № NMW A 2482. | В 1912 году выкуплена у Моне Полем Дюран-Рюэлем совместно с галереей «Бернхайм-Жён». В 1917 году приобретена Гвендолин Э. Дэвис, после её смерти в 1952 году по завещанию поступила в Национальный музей Кардиффа. |
| W 1324                                        | Руанский собор, портал (солнце), фр. Le Portal (soleil). 100,1 × 65,8 см. Слева внизу подпись и дата: Claude Monet 94. Национальная галерея искусства, Вашингтон, США. Инвентарный № 1963.10.179.                                         | Впервые представлена публике в 1895 году на выставке в галерее Поля Дюран-Рюэля, затем возвращена художнику. В 1913 году выкуплена у Моне Полем Дюран-Рюэлем совместно с галереей «Бернхайм-Жён» и 10 ноября 1926 года продана нью-йоркскому банкиру Честеру Дэйлу. В 1962 году по завещанию поступила в состав собраний Национальной галереи искусства в Вашингтоне, США. |
| W 1325                                        | Руанский собор, портал (солнце), фр. Le Portal (soleil). 99,7 × 65,7 см. Слева внизу подпись и дата: Claude Monet 94. Метрополитен-музей, Нью-Йорк, США. Инвентарный № 30.95.250.                                                         | Впервые представлена публике в 1895 году на выставке в галерее Поля Дюран-Рюэля, сразу же была выкуплена у художника Дюран-Рюэлем и прямо с выставки за 15 000 франков продана Теодору М. Дэвису из Нью-Йорка. После смерти Дэвиса согласно его завещанию в 1915 году картина передана в Метрополитен-музей. |
| W 1326                                        | Руанский собор вечером, фр. Le Cathédrale de Rouen. 100,2 × 65,3 см. Слева внизу подпись и дата: Claude Monet 94. Государственный музей изобразительных искусств имени А. С. Пушкина, Москва, Россия. Инвентарный № Ж-3312.               | Впервые представлена публике в 1896 году на выставке в Нью-Йорке, но затем вернулась к Моне. 25 ноября 1898 года выкуплена у художника Полем Дюран-Рюэлем. 22 октября 1902 года продана С. И. Щукину. После Октябрьской революции собрание Щукина было национализировано и с 1923 года картина находилась в собрании Государственного музея нового западного искусства. В 1948 году этот музей был упразднён и картина передана в Государственный музей изобразительных искусств имени А. С. Пушкина . |
| W 1327                                        | Руанский собор, эффект солнца, конец дня, фр. Cathédrale de Rouen, effet de soleil, fin de journée. 100 × 65 см. Справа внизу подпись: Claude Monet. Музей Мармоттан-Моне, Париж, Франция. Инвентарный № 5174.                            | Картина оставалась в мастерской Клода Моне вплоть до самой его смерти, унаследована его сыном Мишелем. После гибели Мишеля Моне в автокатастрофе в 1966 году все картины его отца, остававшиеся в мастерской в Живерни, согласно завещанию Мишеля Моне поступили в дар Французской академии изящных искусств и были переданы в парижский музей Мармоттан, к названию которого впоследствии было присоединено имя Моне. |
| W 1328                                        | Руанский собор, фр. Cathédrale de Rouen. 100 × 65 см. Слева внизу подпись и дата: Claude Monet 94. Художественный музей Пола в Хаконе, Канагава, Япония.                                                                                  | Впервые представлена публике в 1896 году на выставке в Нью-Йорке, но затем Моне вернул её себе. В 1918 году выкуплена совместно Полем Дюран-Рюэлем и галереей «Бернхайм-Жён» и в 1921 году продана Марку Франсуа из Парижа. 20 марта 1935 года выставлена на распродаже в аукционном доме «Друо», где была куплена галереей Андре Шёллера. 8 июня 1956 года выставлена на распродаже Шарпантье, затем выставлялась в галерее Кати Гранофф, где была продана в частную коллекцию во Франции. Впоследствии оказалась в собрании Художественного музея Пола в Хаконе, провинция Канагава, Япония. |
| W 1329                                        | Руанский собор, фр. Cathédrale de Rouen. 100 × 65 см. Справа внизу подпись: Claude Monet. Национальный музей Сербии, Белград, Сербия. Инвентарный № Istr. 393.                                                                            | Впервые представлена публике в 1896 году на выставке в Нью-Йорке, но затем Моне вернул её себе. В мае 1920 году выкуплена совместно Полем Дюран-Рюэлем и галереей «Бернхайм-Жён» и в 1930 году продана Анри Каннону из Парижа. 18 февраля 1939 года выставлена на распродаже собрания Каннона в галерее Шарпантье, где была приобретена сербским князем Павлом Карагеоргиевичем для своего музея в Белграде; впоследствии этот музей был преобразован в Национальный музей Сербии. |

### Вторая группа картин (W1345—W1361)
| Изображение и номер по каталогу Вильденштейна | Название, каталожные данные и местонахождение | Сведения о провенансе |
| --------------------------------------------- | --- | --- |
| W 1345                                        | Руанский собор, портал с башней Альбана, пасмурная погода, фр. Le Portail et la tour d’Albane, temps gris. 100 × 73 см. Слева внизу подпись и дата: Claude Monet 94. Руанский музей изящных искусств, Франция. Инвентарный № 909.32.            | Впервые представлена публике в 1895 году на выставке в галерее Поля Дюран-Рюэля, сразу же была выкуплена у художника Франсуа Депо из Руана. 31 мая — 1 июня 1906 года картину предполагалось выставить на распродаже собрания Депо в галерее Жоржа Пети, но лот был отозван владельцем. В 1909 году согласно завещанию Депо картина была передана в Руанский музей изящных искусств. |
| W 1346                                        | Руанский собор, портал с башней Альбана (утренний эффект), фр. Le Portail et la tour d’Albane (effet du matin). 106 × 73 см. Слева внизу подпись и дата: Claude Monet 94. Музей Орсе, Париж, Франция. Инвентарный № RF 2001.                    | В декабре 1894 года выкуплена графом Исааком де Камондо. Впервые представлена публике в 1895 году на выставке в галерее Поля Дюран-Рюэля. В 1908 году граф де Камондо завещал свою коллекцию в дар государству. В 1911 году картина поступила в Лувр и с 1914 года выставлялась в галерее «Жё-де-Пом». С 1986 года находится в собрании музея Орсе. |
| W 1347                                        | Руанский собор, портал (утренний эффект), фр. Le Portail (effet du matin). 107 × 74 см. Слева внизу подпись и дата: Claude Monet 94. Музей фонда Бейелер, Базель, Швейцария. Инвентарный № 82.2.                                                | Впервые представлена публике в 1895 году на выставке в галерее Поля Дюран-Рюэля, в каталоге фигурировала под № 1. В 1906 году продана Эдмону Декапу из Парижа, затем находилась в собрании Мориса Баррета-Декапа. С 1960 года принадлежала Роберу Кан-Сриберу из Парижа. 1 июля 1975 года выставлена на торги в аукционном доме «Сотбис», где была куплена в собрание фонда Нортона Саймона из Лос-Анджелеса. В 1982 году приобретена галеристом Эрнстом Бейелером из Базеля, с 1991 года числится в художественном фонде его имени и с 1997 года выставляется в музее фонда в пригороде Базеля. |
| W 1348                                        | Руанский собор, портал (утренний эффект), фр. Le Portail (effet du matin). 106,1 × 73,9 см. Слева внизу подпись и дата: Claude Monet 94. Музей изящных искусств, Бостон, США (инвентарный № 24.6).                                              | В феврале 1899 года продана Изидору Монтаньяку из Парижа, от которого картина была передана в Американскую ассоциацию искусств (по данным Вильденштейна в эту ассоциацию картина попала после распродажи собрания Фредерика Бонёра, но по данным Бостонского музея Монтаньяк был официальным представителем в Париже Джеймса Саттона, который был одним из учредителей Ассоциации). 10 апреля 1900 года выставлена в Нью-Йорке на распродаже в Чикеринг-холле, где за 3100 долларов была приобретена галереей «Cottier et Cie» для Эдварда Фуллертона Милликена. 14 февраля 1902 года выставлена на распродаже собрания Милликена в Мендельсон-холле и была выкуплена галереей «Недлер» за 4000 долларов, откуда была вскоре продана Берте Оноре Палмер из Чикаго. В 1918 году унаследована её сыном Оноре Палмером, который, в свою очередь, в 1923 году продал картину в галерею Говарда Янга. В следующем году картину благодаря пожертвованию Артура Гордона Томпкинса за 11 000 долларов приобрёл Бостонский музей изящных искусств.                                                                                     |
| W 1349                                        | Руанский собор в тумане, фр. Le Cathédrale dans le brouillard. 106 × 73 см. Слева внизу подпись и дата: Claude Monet 94. Частная коллекция. | Впервые представлена публике в 1895 году на выставке в галерее Поля Дюран-Рюэля, но затем Моне вернул её себе. В марте 1907 года выкуплена Полем Дюран-Рюэлем. В 1948 году принадлежала мадам Зерло Рашер и 6 января следующего года была выставлена на нью-йоркских торгах в аукционном доме «Парк-Бернет», однако продана не была. Вновь там торговалась 30—31 марта 1949 года. В 1960 году принадлежала Роджеру Лейси Стивенсу из США. 16 мая 1984 года была выставлена на лондонские торги аукционного дома «Кристис», а 2 декабря 1986 года торговалась у «Сотбис». С 1989 года находилась в галерее «Урбан», откуда была продана в частную коллекцию. 3 ноября 2008 года вновь была выставлена у «Сотбис». |
| W 1350                                        | Руанский собор, портал, фр. Le Portail. 100 × 65 см. Слева внизу подпись и дата: Claude Monet 94. Государственный музей изобразительных искусств имени А. С. Пушкина, Москва, Россия. Инвентарный № Ж-3313.                                     | Впервые представлена публике в 1895 году на выставке в галерее Поля Дюран-Рюэля, но затем Моне вернул её себе. В 1902 году через посредство Дюран-Рюэля куплена С. И. Щукиным. После Октябрьской революции собрание Щукина было национализировано и с 1923 года картина находилась в собрании Государственного музея нового западного искусства. В 1948 году этот музей был упразднён и картина передана в Государственный музей изобразительных искусств имени А. С. Пушкина . |
| W 1351                                        | Руанский собор, портал, фр. Le Portail. 100,1 × 65,9 см. Слева внизу подпись и дата: Claude Monet 94. Национальная галерея искусства, Вашингтон, США. Инвентарный № 1963.10.49.                                                                 | Впервые представлена публике в 1895 году на выставке в галерее Поля Дюран-Рюэля и в том же году продана художником через посредство И. Монтаньяка Джеймсу Ф. Саттону из Нью-Йорка, после смерти Саттона в 1915 году унаследована его женой. 26 октября 1933 года выставлена на распродаже собрания Саттона, проводимой Американской художественной ассоциацией, где была приобретена С. Д. Кэрролом, а с 1934 года принадлежала Уилбору С. Каммингсу из Гринвича, Великобритания. В 1935 году картину приобрёл Честер Дэйл из Нью-Йорка и в 1963 году по его завещанию вошла в состав собраний Национальной галереи искусства в Вашингтоне. |
| W 1352                                        | Руанский собор, портал, фр. Le Portail. 101 × 66 см. Слева внизу подпись и дата: Claude Monet 94. Музей Фолькванг, Эссен, Германия. Инвентарный № G 373.                                                                                        | Впервые представлена публике в 1895 году на выставке в галерее Поля Дюран-Рюэля и в том же году продана художником в галерею «Недлер» в Нью-Йорке, с 1899 года принадлежала Томасу Эллису Кирби. 10 апреля 1900 года выставлена на распродажу Фредерика Боннера, устроенную Американской художественной ассоциацией в Чикеринг-холле, Нью-Йорк, где была выкуплена Полем Дюран-Рюэлем. В 1901 году продана Поттеру Палмеру из Чикаго. Затем картина поочерёдно выставлялась на продажу в галереях Ричарда Фейгена в Нью-Йорке и Альфреда Шмелы в Дюссельдорфе. В 1970 году приобретена в галерее Шмелы при поддержке Ойгена и Агнес фон Вальдтхаузен-Платцхофф и правительства земли Северный Рейн-Вестфалия для музея Фолькванг в Эссене. |
| W 1353                                        | Руанский собор, портал, утренний эффект, фр. Le Portail, effet de matin. 100,3 × 65,5 см. Слева внизу подпись и дата: Claude Monet 94. Музей фонда Василиса и Элизы Гуландрис, Афины, Греция.                                                   | Впервые представлена публике в 1895 году на выставке в галерее Поля Дюран-Рюэля. 10 апреля 1900 года выставлена на распродажу Фредерика Боннера, устроенную Американской художественной ассоциацией в Чикеринг-холле, Нью-Йорк, где была выкуплена неким Рэндольфом. 16—17 января 1917 года выставлена в Нью-Йорке в отеле «Плаза» на распродаже коллекции скончавшегося Джеймса Ф. Саттона, где была выкуплена Полем Дюран-Рюэлем. С 1924 года выставлялась в галерее «Брукс энд Рид» в Бостоне, где была приобретена для Музея искусств при Род-Айлендской школе дизайна в Провиденсе. В 1934 году картина вновь оказалась в галерее Дюран-Рюэля. Затем последовательно принадлежала Жану д’Алаеру из Парижа (мужу дочери Поля Дюран-Рюэля Мари-Луиз), галерее Сэма Зальца в Нью-Йорке. С 1966 года находилась в неназванной частной коллекции, где её в 1972 году приобрёл греческо-швейцарский коллекционер Василис Гуландрис, картина числилась в собрании художественного фонда имени его самого и его жены Элизы, впоследствии этот фонд был преобразован в публичный музей, открывшийся в Афинах 1 октября 2019 года. |
| W 1354                                        | Руанский собор, портал, утренний эффект, фр. Le Portail (effet de matin). 100,3 × 65,1 см. Слева внизу подпись и дата: Claude Monet 94. Музей Гетти, Лос-Анджелес, США. Инвентарный № 2001.33.                                                  | Впервые представлена публике в 1895 году на выставке в галерее Поля Дюран-Рюэля и прямо с выставки была продана Луи Гонсу, в 1921 году унаследована его сыном Эмманюэлем, от которого она в свою очередь в 1954 году перешла по наследству его жене Сюзанне. В 1962 году выкуплена в галерею наследников Дюран-Рюэля и вскоре перепродана в галерею Сэма Зальца в Нью-Йорке. Около 1968 года находилась в коллекции Эдвина Фогеля из Нью-Йорка, но в 1971 году была возвращена Зальтцу. Около 1972 года картину приобрёл Василис Гуландрис из Афин, однако вскоре сдал её на продажу в базельскую галерею «Бейелер», откуда она в 1994 году перешла в галерею «Фудзикава» в Токио. Далее картина находилась в частной японской коллекции, в 2001 году выставлена в нью-йоркской галерее «Аквавелла», где была приобретена для музея Гетти из Лос-Анджелеса. |
| W 1355                                        | Руанский собор, портал, гармония в голубом, фр. Le Portail, harmonie bleu. 92,2 × 63 см. Справа внизу подпись и дата: Claude Monet 94. Музей Орсе, Париж, Франция. Инвентарный № RF 2000.                                                       | В декабре 1894 года выкуплена графом Исааком де Камондо. Впервые представлена публике в 1895 году на выставке в галерее Поля Дюран-Рюэля. В 1908 году граф де Камондо завещал свою коллекцию в дар государству. В 1911 году картина поступила в Лувр и с 1914 года выставлялась в галерее «Жё-де-Пом». С 1986 года находится в собрании музея Орсе. |
| W 1356                                        | Руанский собор, портал, солнечный эффект, фр. Le Portail, effet de soleil. 100,6 × 66 см. Слева внизу подпись и дата: Claude Monet 94. Музей изящных искусств, Бостон, США. Инвентарный № 39.671.                                               | Впервые представлена публике в 1896 году на выставке в Нью-Йорке, но затем вернулась к Моне. Выкуплена Полем Дюран-Рюэлем в марте 1907 года и в 1914 году продана Джулиане Чиней Эдвардс, в 1929 году унаследована её дочерью Ханной Марси Эдвардс и по её завещанию в 1939 году поступила в Бостонский музей изящных искусств. |
| W 1357                                        | Руанский собор, портал, фр. Le Portail. 100 × 65 см. Слева внизу подпись и дата: Claude Monet 94. Новый музей, Веймар, Германия. Инвентарный № G.541.                                                                                           | Впервые представлена публике в 1895 году на выставке в галерее Поля Дюран-Рюэля, в октябре 1902 года выкуплена у художника Дюран-Рюэлем и в 1905 году приобретена для художественной коллекции Веймарского городского замка. C 1999 года выставляется в Новом музее Веймара. |
| W 1358                                        | Руанский собор, портал в полдень, фр. Cathédrale de Rouen, portail plein midi. 106,7 × 73,7 см. Справа внизу подпись и дата: Claude Monet 94. Институт искусств Стерлинга и Франсин Кларк, Уильямстаун, Массачусетс, США. Инвентарный № 1967.1. | Впервые представлена публике в 1896 году на выставке в Нью-Йорке. Затем находилась в коллекции Мориса Массона и 22 июня 1911 года была выставлена на распродажу в парижском аукционном доме «Отель Друо», где была выкуплена Полем Дюран-Рюэлем. С 1925 года принадлежала Фрэнку Ф. Никола из Питтсбурга, около 1932 года находилась в собрании Мёрдока, а затем принадлежала Люциусу Д. Хамфри из Нью-Йорка. Далее картина выставлялась на продажу в галерее Вильденштейнов, где её в 1956 году приобрёл Рамон Аспильяга из Лимы, Перу. 22 декабря 1966 года была выставлена на лондонские торги аукционного дома «Кристис», где была приобретена Артуром Тутом для музея Института искусств Стерлинга и Франсин Кларк. |
| W 1359                                        | Руанский собор, портал, фр. Le Portail. 92 × 65 см. Слева внизу подпись: Claude Monet. Частная коллекция. | Впервые представлена публике в 1895 году на выставке в галерее Поля Дюран-Рюэля, но затем вернулась к художнику. В 1906 году выкуплена совместно Полем Дюран-Рюэлем и галереей «Бернхайм-Жён». В 1906 году картину при посредничестве скульптора и литейщика А. А. Эбра приобрёл Луи-Мари-Филипп Александр, 4-й князь Ваграмский. В 1921 году картина вновь оказалась у Дюран-Рюэля, а около 1930 года находилась в собрании Анри Каннона, от которого была продана в неустановленную частную коллекцию. |
| W 1360                                        | Руанский собор, портал и башня Альбана, яркое солнце, фр. Le Portail et la tour d’Albane, plein soleil. 107 × 73,5 см. Слева внизу подпись и дата: Claude Monet 94. Музей Орсе, Париж, Франция. Инвентарный № RF 2002.                          | В 1894 году продана художником графу Исааку де Камондо, но впервые представлена публике в 1895 году на выставке в галерее Поля Дюран-Рюэля. В 1908 году граф де Камондо завещал свою коллекцию в дар государству. В 1911 году картина поступила в Лувр и с 1914 года выставлялась в галерее «Жё-де-Пом». С 1986 года находится в собрании музея Орсе. |
| W 1361                                        | Руанский собор, фр. Cathédrale de Rouen. 106 × 73 см. Слева внизу подпись и дата: Claude Monet 94. Частная коллекция. | Впервые представлена публике в 1896 году на выставке в Нью-Йорке. Затем была выставлена в галерее «Бернхайм-Жён». С 1914 года принадлежала Вильгельму Хансену из Ордрупгаарда (пригород Копенгагена), Дания. Около 1922 года находилась в собрании принца Мацуката Кодзиро, а с 1928 года принадлежала некоему Иримано из Токио, от которого перешла в коллекцию Такео Судзуки. 26 июня 1995 года была выставлена на лондонские торги аукционного дома «Кристис» и была продана в неназванную частную коллекцию. |